# Paraphlebia
Paraphlebia là một chi chuồn chuồn kim trong phân họ Argiolestinae, họ Megapodagrionidae. 

## Các loài
Chi này gồm các loài:
- Paraphlebia duodecima Calvert, 1901
- Paraphlebia hyalina Brauer, 1871
- Paraphlebia quinta Calvert, 1901
- Paraphlebia zoe Hagen, 18611 - Zoe Waterfall Damsel[2]